# Orientación sexual egodistónica
La orientación sexual egodistónica era un supuesto trastorno mental egodistónico, que se describía de la siguiente manera: un individuo tiene una atracción u orientación sexual que no se corresponde con la imagen ideal que tiene de sí mismo, lo que causa ansiedad y un deseo en esa persona de cambiar o modificar sus orientaciones sexuales.
En 1973, la Asociación Americana de Psiquiatría (APA) eliminó la homosexualidad como un trastorno mental de su Manual Diagnóstico y Estadístico de los Trastornos Mentales (DSM), después de una revisión científica.

## Clasificación
La Organización Mundial de la Salud (OMS) incluyó la orientación sexual egodistónica en el manual de diagnóstico ICD-10, como un desorden del desarrollo sexual y la orientación. El diagnóstico de la OMS se aplica cuando la identidad o la orientación sexual es clara, pero el paciente la considera un trastorno psicológico o de comportamiento lo que le impulsa a querer cambiarla. El manual de diagnóstico apunta que la orientación sexual en sí misma no es un trastorno.
La categoría diagnostica «homosexualidad egodistónica» se retiró del manual diagnóstico y estadístico de los trastornos mentales (DMS) de la Asociación Estadounidense de Psiquiatría en 1987 (con la publicación del DSM-III-R), aunque permanece todavía sin explicitar en el DSM-IV bajo la categoría de «desorden sexual sin especificar» mencionado como “angustia persistente y marcada por la propia orientación sexual”.

## Diagnóstico
Cuando la OMS eliminó la homosexualidad de su listado de enfermedades mentales, ICD-10, incluyó el diagnóstico de orientación sexual egodistónica entre los trastornos psicológicos y de comportamiento asociados con el desarrollo y la orientación sexual. El ICD.10 de la OMS diagnostica la oriención sexual egodistónica así:

La orientación o la prefencia sexual (heterosexual, homosexual o bisexual,) no está en duda, pero el paciente desea que esto sea diferente por los trastornos psicológicos y del comportamiento asociados y podría buscar tratamiento para cambiarla. (F66.1)

La OMS señala como código de conducta en F66 que: «La orientación sexual en sí misma no debe considerarse un trastorno.»
Este trastorno a menudo es el resultado de actitudes desfavorables e intolerantes de la sociedad o por un conflicto entre las necesidades sexuales y el sistema de creencias religioso.